# Hochzeitssuppe

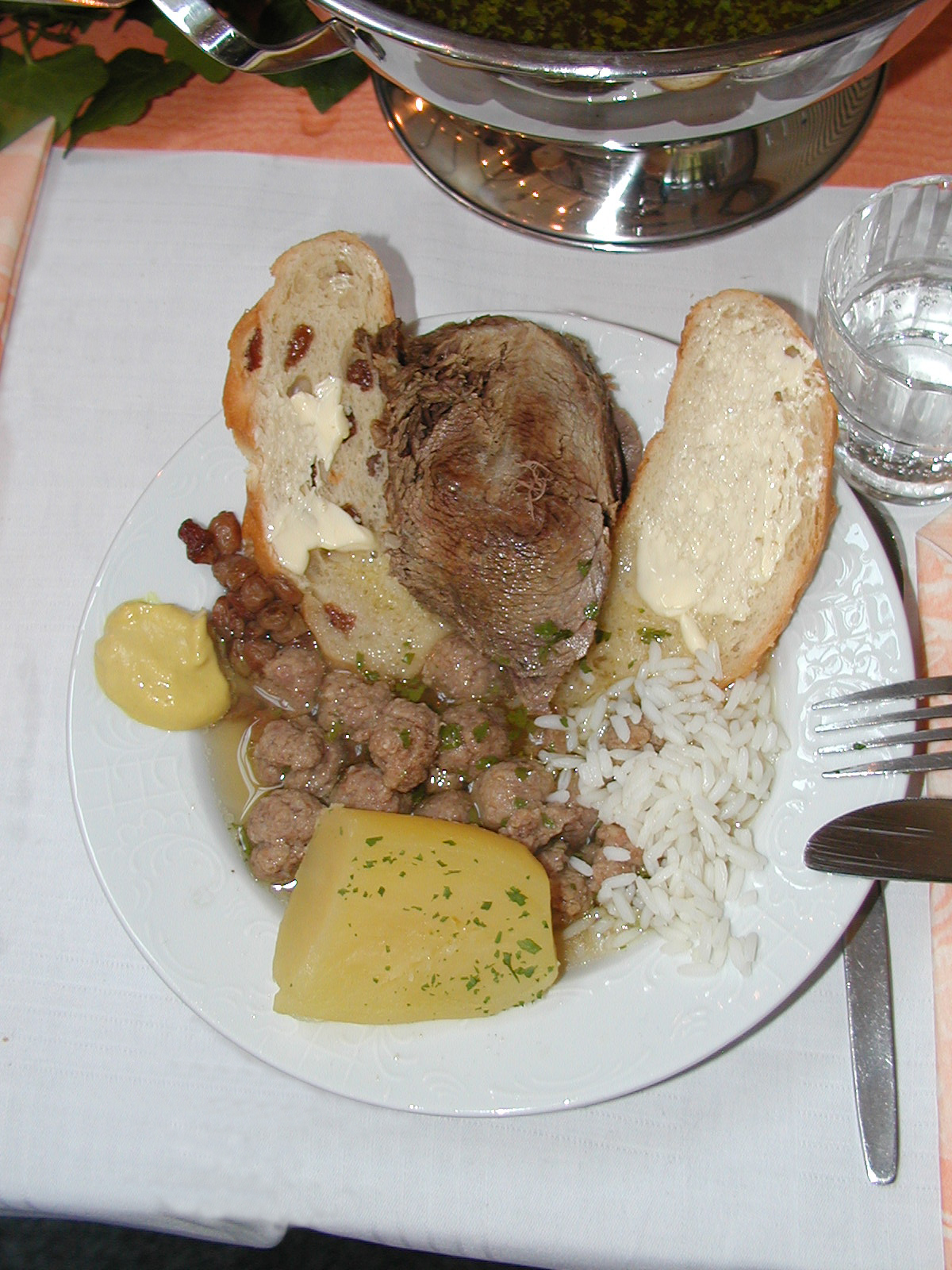
Hochzeitssuppe servido en un plato listo para comer, se pueden ver las patatas cocidas la carne de ternera acompañada de un poco de arroz y dos rebanadas de pan con pasas.

La Hochzeitssuppe es una sopa muy tradicional en el norte de Alemania (Gastronomía de Baja Sajonia) que suele denominarse con nombre completo como Hochzeitssuppe (en el dialecto de la comarca se denomina también como Balkensuppe, Balken = "bolita"), su denominación en alemán se traduce al castellano como: sopa nupcial y con ello se indica el motivo tradicional por el que se prepara esta sopa, que suele ser una celebración nupcial. La sopa es muy popular en Land Hadeln en el Elbe-Weser-Dreieck, en estas comarca se suele preparar sólo para las bodas y en cantidades muy grandes.

## Costumbres
Originariamente se elabora en el Land Hadeln esta sopa sólo para las bodas y cuando ocurre en esta ocasión se suele emplear un buey entero para la cocción en diferentes olllas, dando lugar a una gran cantidad de raciones suficientes para todos los invitados. Hoy en día se puede ofrecer en los restaurantes de la zona, pero solo si se pide de antemano y si acuden gran cantidad de comensales a la Hadler Hochzeitssuppe. Aunque la receta de esta sopa es muy sencilla se suele denominar por los lugareños como la Reina de la sopas („Königin der Suppen“).
El fundamento de la sopa se hace cociendo carne de ternera en abundante agua (a menudo se emplean los restos de asados anteriores, así como los restos grasientos de los despojos), y se deja cocer durante un par de horas con la raíz de apios, puerros, zanahorias (ocasionalmente se añade jengibre picado a la cocción). Tras este momento se añaden al caldo de carne las Balken (Bolitas) durante los últimos 20 minutos de la cocción. Las bolitas' consisten en carne picada de ternera o cerdo mezclada con mantequilla, huevo, pan rallado, sal, pimienta y (especialmente importante) nuez moscada, cada bolita mide aproximadamente de 1 a 1,5 centímetros de diámetro. Se suele calcular un total de un kilo de carne cocida por persona (considerando la carne y la sopa juntos). Es muy tradicional que los invitados, los vecinos y las personas allegadas durante la noche del día anterior a la boda se pasen elaborando las bolas a mano todos juntos.

## Servir
La sopa suele servirse ante los asistentes por los camareros que entran en la sala como si fuera una procesión, primero las ollas en las que se elaboró la sopa y luego los acompañamientos cocidos. La carne cocida se corta finamente en cada plato. Antiguamente era costumbre que cada invitado llevara su propio plato y tenedor a estas celebraciones, siendo responsabilidad del anfitrión sólo la elaboración de la comida. Suele añadirse como acopañamiento arroz cocido, con pasas y perejil. Algunas veces se come la carne cocida con patatas cocidas y algo de mostaza, esto se hace aparte de la sopa. Dependiendo de las costumbres de los pueblos se suele acompañar de pan de pasas (Rosinenstuten) cubierto con mantequilla y un aguardiente de trigo denominado Kornbrand.
Los postres tradidcionales para esta sopa suelen elaborarse con pasteles de ciruela secos y canela y algo de ron, o el famoso Welfenpudding.